# Checotah
Checotah ist eine Stadt im Osten des US-Bundesstaates Oklahoma. Das U.S. Census Bureau hat bei der Volkszählung 2020 eine Einwohnerzahl von 3.018 ermittelt. Checotah liegt in der Nähe des Eufala-Stausees genauer bei 35° 28' 19" N 95° 31' 26" W. Checotah hat eine Fläche von 23,3 Quadratkilometern. Die Stadt nennt sich "Steerwrestling Capital of the World".

## Geschichte
Im Zuge des Eisenbahnschienenbaus Ende des 19. Jahrhunderts in den USA wurde auch Oklahoma erschlossen. 1888 gründete Robert Burton die Stadt, sie wurde benannt nach Samuel Checote, einem Häuptling des Indianervolkes der Muskogee.

## Sehenswürdigkeiten
- Honey Springs Battlefield

## Söhne und Töchter der Stadt
- Carrie Underwood (* 1983), Sängerin